# Fem på smugglarjakt
Fem på smugglarjakt är skriven av Enid Blyton och utkom 1945. Fem på smugglarjakt ingår i serien Fem-böckerna. Ingegerd Lindströms översättning ersattes 1978 av Kerstin Lennerthsons. Ljudboken av Lennerthsons översättning kom ut 2005.

## Handling
Ett träd faller över Kirrin Cottage och de fem måste resa till ett mystiskt hus högst uppe på en kulle omgivet av träskmarker. Smugglers topp är ett samhälle på nedgång. Samhället hade sin storhetstid under smugglarepoken. Träskmark omger samhället. I träskmarken kan man bara kan gå på vissa stigar som bara smugglarna känner och hela kullen är fylld av hemliga gångar från smugglarnas storhetstid. När farbror Quentin försvinner tätnar äventyret.

## Bokens karaktärer
- Anne, Dick, Julian – Syskon, kusiner med George
- Georgina "George" - Kusin till Anne, Dick och Julian
- Tim – Georges hund
- Fanny – Georges mamma
- Quentin – Georges pappa
- Pierre "Sotis" Lenoir
- Herr Lenoir – Sotis pappa
- Mariebelle – Sotis halvsyster
- Block – Betjänt till herr Lenoir
- Barling – Smugglare
- Harriet och Sara – kokerska respektive hemhjälp hos familjen Lenoir